# 鸡卵槁
鸡卵槁（学名：Cryptocarya leiana）为樟科厚壳桂属下的一个种。

## 扩展阅读
- 維基物種上的相關：鸡卵槁